# Championnat d'Angleterre de football 1954-1955
Navigation
Édition précédente Édition suivante
La 56e édition du championnat d'Angleterre de football est remportée par Chelsea FC. 
Le club londonien l'emporte avec quatre points d'avance sur le vainqueur de l’année précédente, Wolverhampton Wanderers, et sur Portsmouth FC qui complète le podium.
Le système de promotion/relégation reste en place : descente et montée automatique, sans matchs de barrage pour les deux derniers de première division et les deux premiers de deuxième division. Le promu Leicester City et Sheffield Wednesday sont relégués en deuxième division. Ils sont remplacés la saison suivante par Birmingham City et Luton Town.
Le meilleur buteur de la saison est Ronnie Allen qui évolue à West Bromwich Albion avec 27 réalisations.

## Classement
|    | Équipe                  | Joués | Victoires | Nuls | Défaites | Buts pour | Buts contre | +/- | Points | Spectateurs |
| -- | ----------------------- | ----- | --------- | ---- | -------- | --------- | ----------- | --- | ------ | ----------- |
| 1  | Chelsea                 | 42    | 20        | 12   | 10       | 81        | 57          | 24  | 52     | 48 260      |
| 2  | Wolverhampton Wanderers | 42    | 19        | 10   | 13       | 89        | 70          | 19  | 48     | 36 477      |
| 3  | Portsmouth FC           | 42    | 18        | 12   | 12       | 74        | 62          | 12  | 48     | 29 868      |
| 4  | Sunderland AFC          | 42    | 15        | 18   | 9        | 64        | 54          | 10  | 48     | 43 043      |
| 5  | Manchester United       | 42    | 20        | 7    | 15       | 84        | 74          | 10  | 47     | 36 911      |
| 6  | Aston Villa             | 42    | 20        | 7    | 15       | 72        | 73          | -1  | 47     | 29 578      |
| 7  | Manchester City         | 42    | 18        | 10   | 14       | 76        | 69          | 7   | 46     | 35 277      |
| 8  | Newcastle United        | 42    | 17        | 8    | 16       | 89        | 77          | 12  | 43     | 42 925      |
| 9  | Arsenal                 | 42    | 17        | 9    | 16       | 69        | 63          | 6   | 43     | 43 725      |
| 10 | Burnley FC              | 42    | 17        | 9    | 16       | 51        | 48          | 3   | 43     | 25 094      |
| 11 | Everton                 | 42    | 16        | 10   | 16       | 62        | 68          | -6  | 42     | 46 394      |
| 12 | Huddersfield Town       | 42    | 14        | 13   | 15       | 63        | 68          | -5  | 41     | 24 974      |
| 13 | Sheffield United        | 42    | 17        | 7    | 18       | 70        | 86          | -16 | 41     | 23 880      |
| 14 | Preston North End       | 42    | 16        | 8    | 18       | 83        | 64          | 19  | 40     | 26 625      |
| 15 | Charlton Athletic       | 42    | 15        | 10   | 17       | 76        | 75          | 1   | 40     | 24 005      |
| 16 | Tottenham Hotspur       | 42    | 16        | 8    | 18       | 72        | 73          | -1  | 40     | 37 248      |
| 17 | West Bromwich Albion    | 42    | 16        | 8    | 18       | 72        | 73          | -1  | 40     | 31 098      |
| 18 | Bolton Wanderers        | 42    | 13        | 13   | 16       | 62        | 69          | -7  | 39     | 28 370      |
| 19 | Blackpool FC            | 42    | 14        | 10   | 18       | 60        | 64          | -4  | 38     | 23 959      |
| 20 | Cardiff City            | 42    | 13        | 11   | 18       | 62        | 76          | -14 | 37     | 24 411      |
| 21 | Leicester City          | 42    | 12        | 11   | 19       | 74        | 86          | -12 | 35     | 31 067      |
| 22 | Sheffield Wednesday     | 42    | 8         | 10   | 24       | 63        | 100         | -37 | 26     | 26 141      |

## Meilleur buteur
Avec 27 buts, Ronnie Allen, qui joue à West Bromwich Albion, remporte son unique titre de meilleur buteur du championnat.